# كلوفر ميتلاند
كلوفر ميتلاند (بالإنجليزية: Clover Maitland)‏ هي لاعب هوكي الحقل أسترالية، ولدت في 14 مارس 1972.

## وصلات خارجية
- كلوفر ميتلاند على موقع أوليمبيديا (الإنجليزية)
- كلوفر ميتلاند على موقع اللجنة الأولمبية الأسترالية (الإنجليزية)